# Juan de Figueredo Borges
Juan de Figueredo Borges, en portugués: João de Figueiredo Borges, (Lisboa, siglo XVII - Las Palmas de Gran Canaria, 15 de abril de 1674) fue un cantor, compositor y maestro de capilla barroco portugués, activo en España.

## Vida

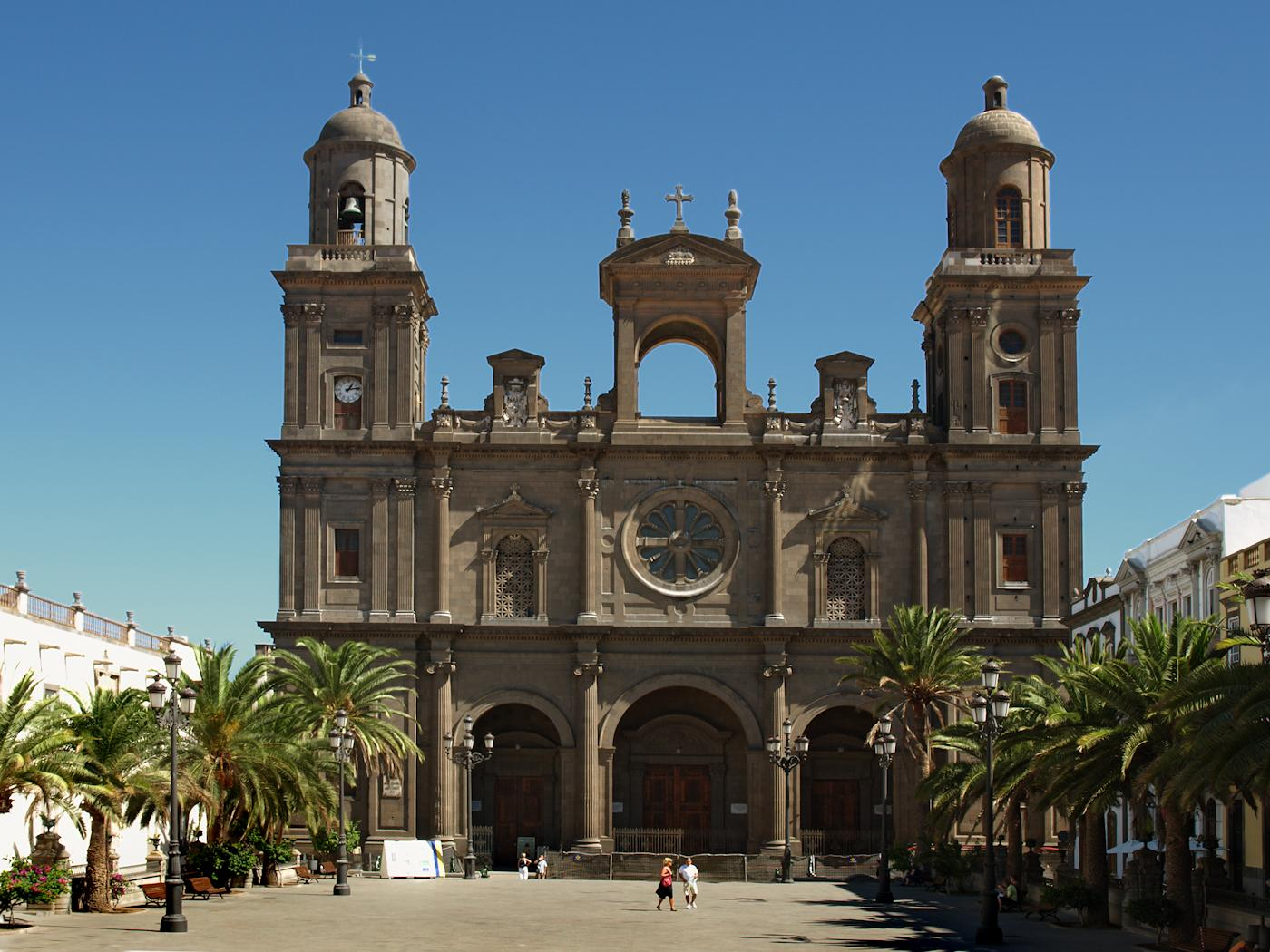
Catedral-Basílica de Canarias

Juan de Figueredo Borges nació en Lisboa, en el siglo XVII. Aparte de su lugar de nacimiento y su matrimonio con Isabel da Conceição, no se sabe más de su vida hasta que apareció en Las Palmas en 1668, haciendo escala en un viaje cuyo probable destino era Brasil.
En 1668 el maestro de capilla de la Catedral de Canarias, Miguel de Yoldi, sufrió un ataque de perlesía, que lo dejó incapacitado para el cargo. El 16 de noviembre de ese año se leyó un memorial de Juan de Figueredo Borges y diez días después fue contratado como tenor y maestro de capilla suplente por doscientos ducados y dos cahices de trigo anuales, para que:

[...] supla la falta del maestro de capilla en sus enfermedades y todas las ocasiones que se ofrecieren, y con cargo que haga ejercicio los días de él, y los músicos le obedezcan como al mismo maestro, y enseñe cuatro muchachos, los que le parecieren más a propósito, para tiples.

Su llegada coincidió con la partida de numerosos músicos, lo que necesitó de una reorganización de la capilla y la contratación de algunos músicos, que realizó de forma local para ahorrar costes, en un ciclo económico bajo. El 30 de agosto de 1669, fue nombrado maestro de capilla en respuesta a una petición propia. De hecho, no fue el primer portugués en ocupar el cargo, ya que Gaspar Gomes y Manuel de Tavares lo habían precedido en el cargo.
Durante su maestría en Las Palmas, creó un grupo de músicos, seleccionados de entre los de la capilla metropolitana, para la musicalización de eventos externos, aunque siempre religiosos, como misas en otras iglesias, entierros, bodas y bautizos, como una forma de ganar algún dinero adicional. También había comenzado a negociar en géneros de ropa y telas, con ayuda de compatriotas portugueses. Pero no debió hacerlo durante mucho tiempo, puesto que solo quedaron deudas de los créditos que había tomado para comprar género. En general, la capilla funcionó de forma satisfactoria bajo la dirección de Figueredo.
Falleció de forma inesperada el 15 de abril de 1674. Su viuda escribió al cabildo, ofreciendo la venta de composiciones que se encontraban en poder de Figueredo:

Este cabildo, llamado ante diem para resolver sobre el memorial de doña Isabel de la Concepción, viuda de Juan de Figueredo Borges, maestro de capilla, en que presenta diferentes obras de villancicos, motetes, salmos y lecciones que que daron del dicho su marido, y pedido se le dé relación de dichos papeles siendo convenientes para la iglesia y alguna ayuda de costa para volver a su tierra, como se ha estilado con todos los músicos, y en atención a lo que el dicho su marido sirvió a esta santa iglesia y no habérsele dado en todo el tiempo de su magisterio ayuda de costa alguna, visto el informe del señor canónigo Macel de la calidad de los papeles y conveniencia que le sigue a la iglesia de quedar con ellos, se acordó por todo el cabildo, nemine discrepante conferido y votado, que se le den a la dicha doña Isabel, en pago por las dichas obras presentadas y por vía de ayuda de costa, cien ducados para su despacho [...]

Miguel de Yoldi, que desde junio de 1672 colaboraba ocasionalmente con la capilla de música, apareciendo como sochantre, tras el fallecimiento de Figueredo, se presentó en la Catedral para ofrecerse como maestro de capilla. Sin embargo, no debía estar tan recuperado como parecía, puesto que poco después, sin haber transucrrido tres meses, falleció en julio de 1674.

## Obra
Su breve período de actividad, el carácter insular de Gran Canaria y la convulsa historia de su capilla provocaron su olvido, hasta el punto de convertirse en un compositor sumamente oscuro. Sin embargo, en el archivo catedralicio han sobrevivido al menos diez composiciones de su autoría que, revelando una gran calidad musical, renovaron el interés por Juan de Figueredo Borges.
- Adjuva nos Deus a 4 voces;
- Cum invocarem a 8 voces;
- Joseph, fili David a 8 voces;
- Laudemus virum a 8 voces;
- Magnificat del 6.º tono a 8 voces;
- Magnificat del 7.º tono a 8 voces;
- Miserere mei a 8 voces;
- Salve Regina a 5 voces;
- Stabat Mater a 7 voces;
- Videns crucem Andreas a 8vv
- Algunos villancicos.[1]

### Grabaciones
- 2014 — La Creación Musical en Canarias 44. Grupo vocal Odhecaton. Piros.